# Vaso da notte

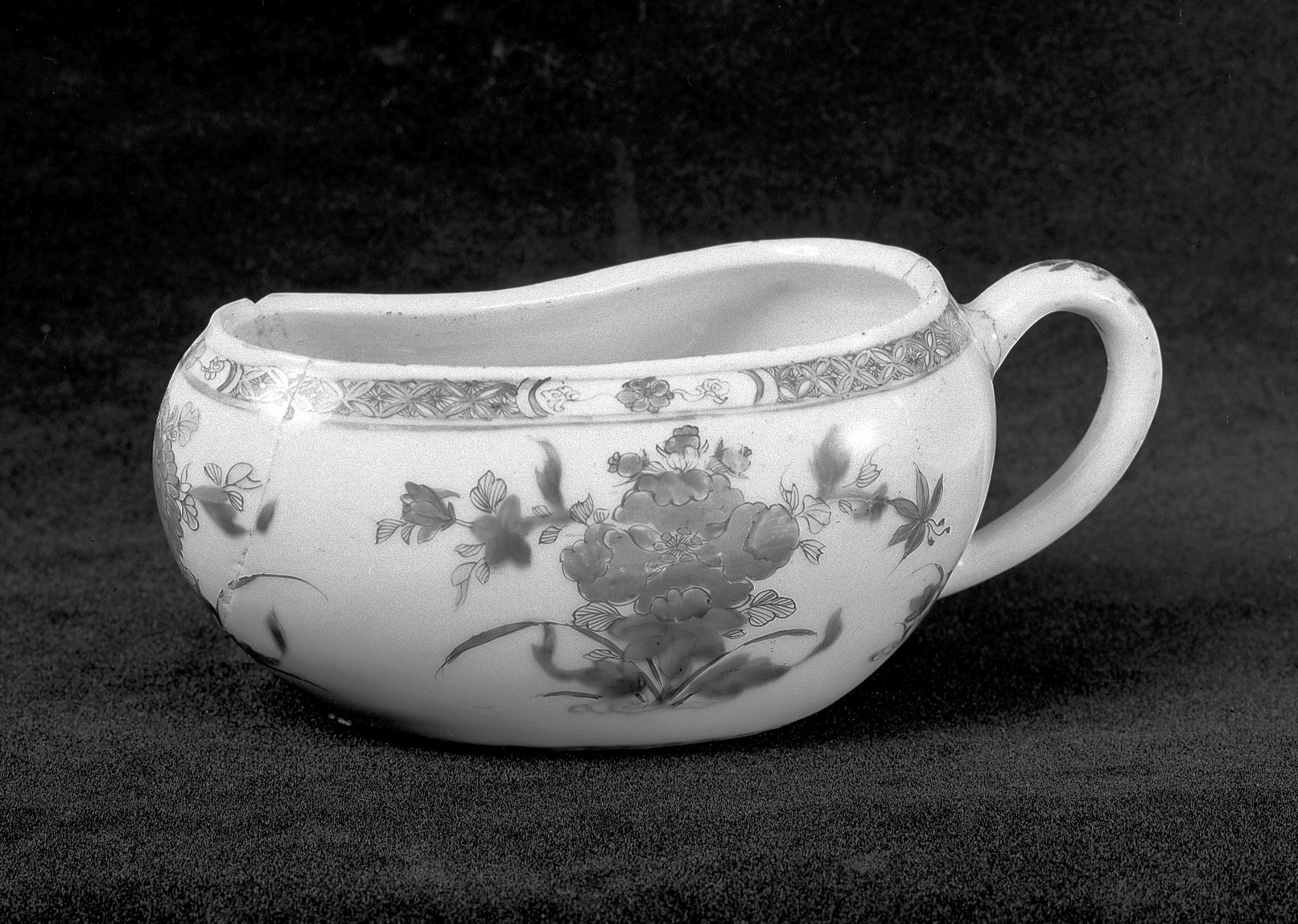
Vaso da notte in ceramica

Il vaso da notte è un contenitore a forma di ciotola, spesso con un manico e un coperchio, conservato nella camera da letto, sotto il letto oppure in un comodino o in un armadietto, e utilizzato generalmente come water per la notte.
I vasi da notte sono stati utilizzati nell'antica Grecia a partire dal VI secolo a.C. Con l'introduzione del vaso sanitario e dei servizi igienici in generale, il loro utilizzo è notevolmente calato ma non del tutto scomparso. Sono ancora in uso nei paesi privi di acqua corrente oppure come rimedio per persone malate.